# Kaipiainen
Kaipiainen est un village et un quartier d'Anjalankoski à Kouvola en Finlande .

## Description
Le village de Kaipiainen est situé dans une zone boisée au sommet du Salpausselkä. 
Kaipiainen est traversé par le tronçon Kouvola-Lappeenranta de la Valtatie 6 et par la ligne Riihimäki – Saint-Pétersbourg. Kaipiainen est situé à environ 25 kilomètres à l'est du centre-ville de Kouvola.
Les rapides Kannuskoski, sont l'une des étapes de la route de canoë  Väliväylä (fi) qui passe entre les Salpausselkä I et II.
Le quartier de Kaipiainen comprend une école primaire, un magasin, le centre de secours de Kaipiainen et une usine d'aliments pour animaux. 
Le club de football le plus titré est Kaipiaisen Kajastus.
Les quartiers voisins sont Sippola et Utti.

## Galerie

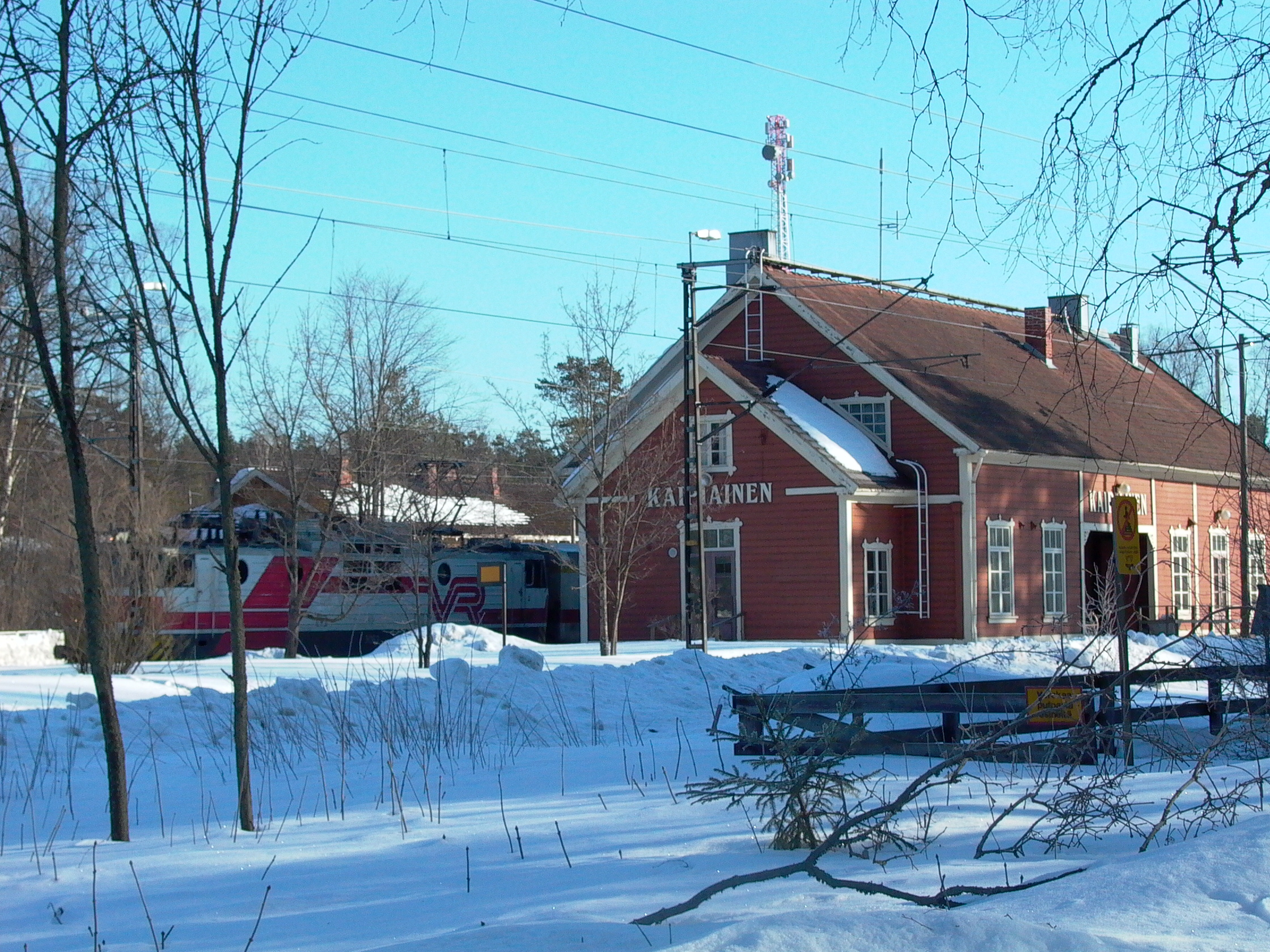
Gare de Kaipiainen